# Eulalie Delile
Eulalie Delile ( 1800 - 1840 ) fue una artista botánica, que trabajó activamente en el arte del botánico Venceslas Victor Jacquemont ( 1801-1832). Era hermana del naturalista Alire Raffeneau Delile (1778-1850).

## Algunas publicaciones
- Achille Richard, Antoine Charles Vauthier, Eulalie Delile, Pierre Adolphe Lesson, Jules-Sébastien-César Dumont d'Urville. 1833. Botanique. Ed. J. Tastu
- Alexander von Humboldt, Karl Sigismund Kunth, Eulalie Delile, Aimé Bonpland. 1972. 	Révision des graminées, publiée dans le Nova Genera, précédée d'un travail général sur la famille des graminées. Ed. Da Capo Press

## Honores

### Epónimos
- (Poaceae) Eulalia Kunth ex Trin.[1]